# Prestonia peregrina
Prestonia peregrina är en oleanderväxtart som beskrevs av R. E. Woodson. Prestonia peregrina ingår i släktet Prestonia och familjen oleanderväxter. Inga underarter finns listade i Catalogue of Life.